# Aire urbaine de Verdun
L'aire urbaine de Verdun est une aire urbaine française centrée sur la ville de Verdun (Meuse), et faisant partie de l'espace urbain Est.
En 2015, elle comptait 40 543 habitants pour 64 communes.

## Caractéristiques
D'après la définition qu'en donne l'Insee en 2010, l'aire urbaine de Verdun est composée de 64 communes, situées dans la Meuse. En 2012, ses 40 570 habitants sont répartis sur 762,5 km2, pour une densité de 53,2 hab./km2.
L'aire urbaine compte trois communes dans le pôle urbain (Belleville-sur-Meuse, Thierville-sur-Meuse et Verdun), et les 61 autres sont dans la couronne périurbaine.
En 2009, avec 40 566 habitants, elle était la 9e aire urbaine de Lorraine, et la 177e de France.
Le tableau suivant détaille la répartition de l'aire urbaine sur le département (les pourcentages s'entendent en proportion du département) :
| Département | Communes | Communes (%) | Superficie (km2) | Superficie (%) | Population (2012) | Population (%) |
| ----------- | -------- | ------------ | ---------------- | -------------- | ----------------- | -------------- |
| Meuse       | 64       | 12,77        | 762,5            | 12,28          | 40 570            | 21,04          |

## Communes
Voici la liste des communes françaises de l'aire urbaine de Verdun :
| Code INSEE | Commune                  | Type                  | Département | Superficie (km2) | Population (2012) | Densité (hab./km2) |
| ---------- | ------------------------ | --------------------- | ----------- | ---------------- | ----------------- | ------------------ |
| 55007      | Ambly-sur-Meuse          | Commune monopolarisée | Meuse       | +006,34          | +000243,          | +0038,3            |
| 55009      | Ancemont                 | Commune monopolarisée | Meuse       | +013,3           | +000601,          | +0045,2            |
| 55042      | Belleray                 | Commune monopolarisée | Meuse       | +005,1           | +000459,          | +0090,             |
| 55043      | Belleville-sur-Meuse     | Pôle urbain           | Meuse       | +010,16          | +003 205,         | +0315,5            |
| 55045      | Belrupt-en-Verdunois     | Commune monopolarisée | Meuse       | +009,39          | +000537,          | +0057,2            |
| 55047      | Béthelainville           | Commune monopolarisée | Meuse       | +011,94          | +000187,          | +0015,7            |
| 55048      | Béthincourt              | Commune monopolarisée | Meuse       | +013,32          | +0 00032,         | +0002,4            |
| 55055      | Blanzée                  | Commune monopolarisée | Meuse       | +003,39          | +0 00019,         | +0005,6            |
| 55070      | Brabant-sur-Meuse        | Commune monopolarisée | Meuse       | +006,9           | +000130,          | +0018,8            |
| 55073      | Bras-sur-Meuse           | Commune monopolarisée | Meuse       | +013,69          | +000710,          | +0051,9            |
| 55099      | Champneuville            | Commune monopolarisée | Meuse       | +011,99          | +000121,          | +0010,1            |
| 55102      | Charny-sur-Meuse         | Commune monopolarisée | Meuse       | +012,62          | +000564,          | +0044,7            |
| 55105      | Châtillon-sous-les-Côtes | Commune monopolarisée | Meuse       | +010,68          | +000170,          | +0015,9            |
| 55106      | Chattancourt             | Commune monopolarisée | Meuse       | +010,36          | +000169,          | +0016,3            |
| 55124      | Consenvoye               | Commune monopolarisée | Meuse       | +015,85          | +000302,          | +0019,1            |
| 55139      | Cumières-le-Mort-Homme   | Commune monopolarisée | Meuse       | +006,11          | +00 0000,         | +0000,             |
| 55143      | Damloup                  | Commune monopolarisée | Meuse       | +005,28          | +000141,          | +0026,7            |
| 55153      | Dieppe-sous-Douaumont    | Commune monopolarisée | Meuse       | +015,06          | +000183,          | +0012,2            |
| 55154      | Dieue-sur-Meuse          | Commune monopolarisée | Meuse       | +015,78          | +001 389,         | +0088,             |
| 55155      | Dombasle-en-Argonne      | Commune monopolarisée | Meuse       | +011,68          | +000432,          | +0037,             |
| 55166      | Dugny-sur-Meuse          | Commune monopolarisée | Meuse       | +019,25          | +001 294,         | +0067,2            |
| 55171      | Eix                      | Commune monopolarisée | Meuse       | +012,06          | +000257,          | +0021,3            |
| 55180      | Esnes-en-Argonne         | Commune monopolarisée | Meuse       | +014,76          | +000137,          | +0009,3            |
| 55193      | Forges-sur-Meuse         | Commune monopolarisée | Meuse       | +015,97          | +000116,          | +0007,3            |
| 55200      | Fromeréville-les-Vallons | Commune monopolarisée | Meuse       | +020,3           | +000223,          | +0011,             |
| 55201      | Fromezey                 | Commune monopolarisée | Meuse       | +005,96          | +0 00053,         | +0008,9            |
| 55204      | Génicourt-sur-Meuse      | Commune monopolarisée | Meuse       | +007,99          | +000266,          | +0033,3            |
| 55219      | Grimaucourt-en-Woëvre    | Commune monopolarisée | Meuse       | +005,69          | +000105,          | +0018,5            |
| 55236      | Haudainville             | Commune monopolarisée | Meuse       | +011,11          | +000940,          | +0084,6            |
| 55241      | Heippes                  | Commune monopolarisée | Meuse       | +010,48          | +0 00072,         | +0006,9            |
| 55251      | Ippécourt                | Commune monopolarisée | Meuse       | +010,62          | +0 00095,         | +0008,9            |
| 55257      | Jouy-en-Argonne          | Commune monopolarisée | Meuse       | +006,3           | +0 00055,         | +0008,7            |
| 55276      | Landrecourt-Lempire      | Commune monopolarisée | Meuse       | +014,63          | +000188,          | +0012,9            |
| 55286      | Lemmes                   | Commune monopolarisée | Meuse       | +011,05          | +000230,          | +0020,8            |
| 55321      | Marre                    | Commune monopolarisée | Meuse       | +010,2           | +000159,          | +0015,6            |
| 55347      | Les Monthairons          | Commune monopolarisée | Meuse       | +012,22          | +000390,          | +0031,9            |
| 55355      | Montzéville              | Commune monopolarisée | Meuse       | +017,65          | +000162,          | +0009,2            |
| 55356      | Moranville               | Commune monopolarisée | Meuse       | +006,8           | +000124,          | +0018,2            |
| 55360      | Mouilly                  | Commune monopolarisée | Meuse       | +010,96          | +000105,          | +0009,6            |
| 55361      | Moulainville             | Commune monopolarisée | Meuse       | +011,15          | +000125,          | +0011,2            |
| 55385      | Nixéville-Blercourt      | Commune monopolarisée | Meuse       | +019,54          | +000473,          | +0024,2            |
| 55395      | Osches                   | Commune monopolarisée | Meuse       | +009,14          | +0 00051,         | +0005,6            |
| 55415      | Ranzières                | Commune monopolarisée | Meuse       | +014,09          | +0 00072,         | +0005,1            |
| 55419      | Récicourt                | Commune monopolarisée | Meuse       | +028,2           | +000173,          | +0006,1            |
| 55420      | Récourt-le-Creux         | Commune monopolarisée | Meuse       | +014,43          | +0 00075,         | +0005,2            |
| 55422      | Regnéville-sur-Meuse     | Commune monopolarisée | Meuse       | +003,81          | +0 00047,         | +0012,3            |
| 55439      | Ronvaux                  | Commune monopolarisée | Meuse       | +002,63          | +0 00095,         | +0036,1            |
| 55449      | Rupt-en-Woëvre           | Commune monopolarisée | Meuse       | +017,05          | +000289,          | +0017,             |
| 55453      | Saint-André-en-Barrois   | Commune monopolarisée | Meuse       | +009,33          | +0 00059,         | +0006,3            |
| 55468      | Samogneux                | Commune monopolarisée | Meuse       | +006,16          | +0 00086,         | +0014,             |
| 55482      | Senoncourt-les-Maujouy   | Commune monopolarisée | Meuse       | +014,94          | +0 00092,         | +0006,2            |
| 55489      | Sivry-la-Perche          | Commune monopolarisée | Meuse       | +012,17          | +000258,          | +0021,2            |
| 55492      | Sommedieue               | Commune monopolarisée | Meuse       | +033,63          | +000947,          | +0028,2            |
| 55497      | Les Souhesmes-Rampont    | Commune monopolarisée | Meuse       | +021,8           | +000341,          | +0015,6            |
| 55498      | Souilly                  | Commune monopolarisée | Meuse       | +026,59          | +000366,          | +0013,8            |
| 55505      | Thierville-sur-Meuse     | Pôle urbain           | Meuse       | +012,09          | +003 041,         | +0251,5            |
| 55512      | Tilly-sur-Meuse          | Commune monopolarisée | Meuse       | +013,69          | +000283,          | +0020,7            |
| 55523      | Vacherauville            | Commune monopolarisée | Meuse       | +007,29          | +000154,          | +0021,1            |
| 55525      | Vadelaincourt            | Commune monopolarisée | Meuse       | +005,44          | +0 00070,         | +0012,9            |
| 55537      | Vaux-devant-Damloup      | Commune monopolarisée | Meuse       | +006,56          | +0 00067,         | +0010,2            |
| 55545      | Verdun                   | Pôle urbain           | Meuse       | +031,03          | +018 327,         | +0590,6            |
| 55566      | Villers-sur-Meuse        | Commune monopolarisée | Meuse       | +007,3           | +000285,          | +0039,             |
| 55567      | Ville-sur-Cousances      | Commune monopolarisée | Meuse       | +009,59          | +000117,          | +0012,2            |
| 55579      | Watronville              | Commune monopolarisée | Meuse       | +006,39          | +000112,          | +0017,5            |
|            | Total                    |                       |             | +776,98          | +040 570,         | +0052,2            |